# Еттрік (Вісконсин)
Еттрік (англ. Ettrick) — селище (англ. village) в США, в окрузі Тремполо штату Вісконсин. Населення — 525 осіб (2020).

## Демографія
Згідно з переписом 2010 року, у місті мешкало 1237 осіб у 509 домогосподарствах у складі 368 родин. Було 555 помешкань
Расовий склад населення:
| - 99,2 % — білих - 0,2 % — азіатів - 0,1 % — чорних або афроамериканців |

До двох чи більше рас належало 0,3 %. Частка іспаномовних становила 1,0 % від усіх жителів.
За віковим діапазоном населення розподілялося таким чином: 20,5 % — особи молодші 18 років, 63,6 % — особи у віці 18—64 років, 15,9 % — особи у віці 65 років та старші. Медіана віку мешканця становила 45,2 року. На 100 осіб жіночої статі у місті припадало 111,5 чоловіків;  на 100 жінок у віці від 18 років та старших — 114,4 чоловіків також старших 18 років.
Середній дохід на одне домашнє господарство  становив 75 018 доларів США (медіана — 66 477), а середній дохід на одну сім'ю — 85 235 доларів (медіана — 73 182). Медіана доходів становила 43 125 доларів для чоловіків та 33 977 доларів для жінок. За межею бідності перебувало 6,2 % осіб, у тому числі 0,0 % дітей у віці до 18 років та 16,9 % осіб у віці 65 років та старших.
Цивільне працевлаштоване населення становило 662 особи. Основні галузі зайнятості: виробництво — 22,5 %, освіта, охорона здоров'я та соціальна допомога — 20,2 %, будівництво — 15,9 %, сільське господарство, лісництво, риболовля — 15,3 %.